# Giovanni Federico di Brunswick-Lüneburg
Giovanni Federico di Brunswick-Lüneburg (Herzberg am Harz, 25 aprile 1625 – Augusta, 18 dicembre 1679) fu duca di Brunswick-Lüneburg.
Governò su Calenberg, dalla suddivisione del ducato, dal 1665 fino alla sua morte. Fu antenato comune di Luigi XVI di Francia e di Ferdinando I delle Due Sicilie.

## Biografia

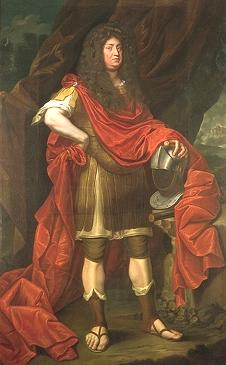
Ritratto di Giovanni Federico di Brunswick-Lüneburg nelle vesti di imperatore romano, eseguito da Jean Michelin

Terzo figlio del duca Giorgio di Brunswick-Lüneburg e di sua moglie, la principessa Anna Eleonora di Assia-Darmstadt, Giovanni fu l'unico membro della sua famiglia a convertirsi al cattolicesimo: il fatto avvenne ad Assisi nel 1651, dopo aver assistito ad una messa di San Giuseppe da Copertino, durante il suo Grand Tour in Francia ed in Italia. Durante tale orazione vide comparire sull'ostia sollevata dal santo una croce nera.
Quando suo fratello Cristiano Ludovico morì nel 1665, egli ricevette il dominio di Calenberg, mentre suo fratello maggiore, Giorgio Guglielmo ereditò il principato di Lüneburg. Nel 1666, avviò la costruzione del castello di Herrenhausen presso Hannover, ispirato alla Reggia di Versailles, il quale divenne famoso per il suo splendido parco, il Giardino Herrenhausen. Fece costruire anche lo zoo di Kirchrode. La cappella del Leineschloss venne da lui fatta consacrare secondo il rito romano e fu Giovanni Federico a richiedere che i frati cappuccini tornassero ad Hannover. Per questo suo impegno a favore della chiesa cattolica e per opportunità di alleanze, Giovanni Federico venne sostenuto nel suo governo da finanziamenti provenienti dalla Francia di Luigi XIV che gli consentirono di avviare una corte prestigiosa ed elegante.
Giovanni Federico sposò Benedetta Enrichetta (1652–1730), figlia di Edoardo del Palatinato e di Anna Maria di Gonzaga-Nevers, il 30 novembre 1668.
Nel 1676, Giovanni Federico assunse il filosofo e fisico tedesco Leibniz come Consigliere Privato e bibliotecario dell'importante biblioteca ducale. Da qui iniziò l'importante carriera di Leibniz con la Casa di Hannover che durò per quarant'anni.
Nel 1680, mentre si trovava in viaggio alla volta del suo quinto soggiorno in Italia, Giovanni Federico morì ad Augusta e venne poi sepolto nella cripta del castello di Leineschloss ad Hannover con un grandioso funerale di stato. Non avendo egli avuto eredi maschi, alla sua morte gli succedette il fratello minore Ernesto Augusto. Dopo la seconda guerra mondiale il suo corpo venne trasferito al Welfenmausoleum presso il castello di Herrenhausen.

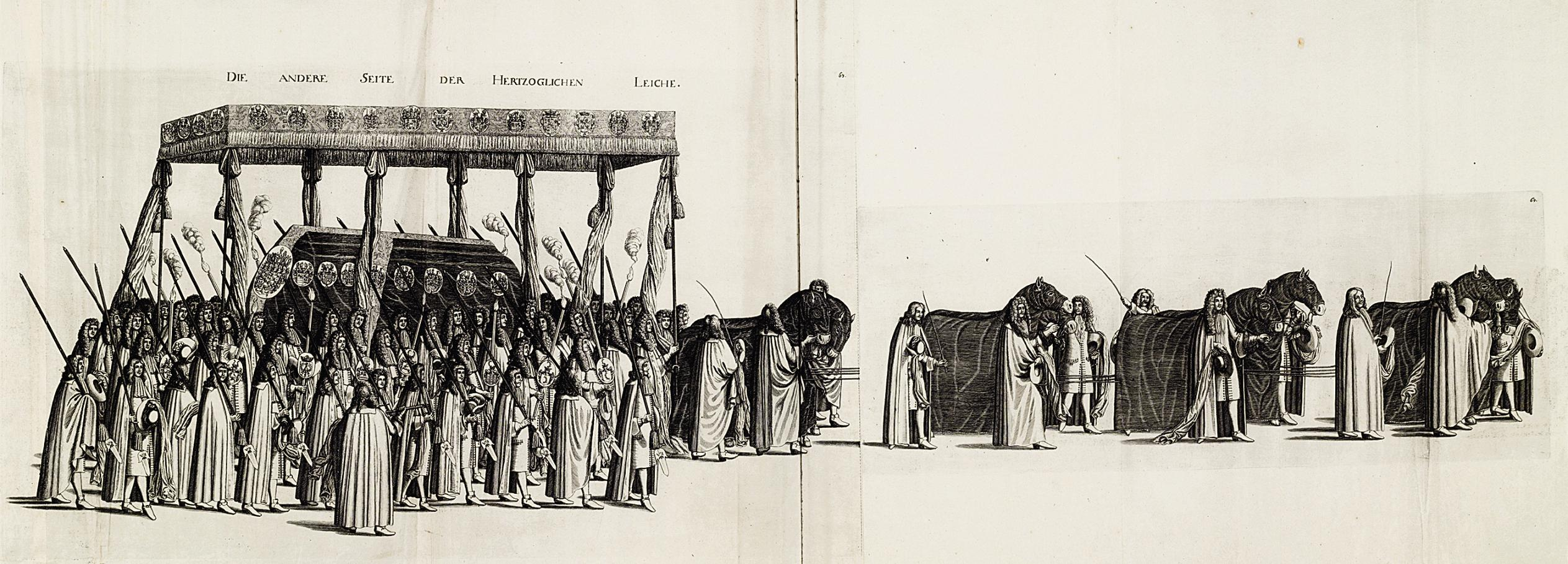
Una delle 60 incisioni su rame eseguite da Johann Georg Lange, chiamato da Leibniz da Amburgo, per documentare con immagini la processione per la sepoltura del cadavere del duca Giovanni Federico, sepolto il 21 aprile 1680 nella cripta del Leineschloss di Hannover; da: IIusta Funebria Serenissimo Principi Joanni Friderico Brunsvicensium Et Luneburge ..., ed. Gottfried Kaspar Wächter, 1685

## Discendenza
Giovanni Federico e Benedetta ebbero quattro figli:
- Anne Sofia (1670–1672);
- Carlotta Felicita di Brunswick-Lüneburg (1671–1710), sposò Rinaldo d'Este, duca di Modena e Reggio;
- Enrichetta Maria (1672–1757);
- Guglielmina Amalia di Brunswick-Lüneburg (1673–1742), sposò Giuseppe I d'Asburgo.

## Ascendenza
|                                            |                             |                                 | Genitori                          |  |  | Nonni |  |  | Bisnonni                        |  |  | Trisnonni                    |  |
|                                            |                             |                                 |                                   |  |  |       |  |  | Ernesto I di Brunswick-Lüneburg |  |  | Enrico di Brunswick-Lüneburg |  |
|                                            |                             |                                 |                                   |  |  |       |  |  | Ernesto I di Brunswick-Lüneburg |  |  | Enrico di Brunswick-Lüneburg |  |
|                                            |                             | Anna di Nassau                  |                                   |  |  |       |  |  | Ernesto I di Brunswick-Lüneburg |  |  |                              |  |
| Guglielmo il Giovane di Brunswick-Lüneburg |                             |                                 |                                   |  |  |       |  |  | Ernesto I di Brunswick-Lüneburg |  |  |                              |  |
|                                            |                             | Sofia di Meclemburgo-Schwerin   | Enrico V di Meclemburgo-Schwerin  |  |  |       |  |  |                                 |  |  |                              |  |
|                                            |                             | Sofia di Meclemburgo-Schwerin   | Enrico V di Meclemburgo-Schwerin  |  |  |       |  |  |                                 |  |  |                              |  |
|                                            |                             | Sofia di Meclemburgo-Schwerin   | Ursula del Brandeburgo            |  |  |       |  |  |                                 |  |  |                              |  |
| Giorgio di Brunswick-Lüneburg              |                             | Sofia di Meclemburgo-Schwerin   |                                   |  |  |       |  |  |                                 |  |  |                              |  |
|                                            |                             | Cristiano III di Danimarca      | Federico I di Danimarca           |  |  |       |  |  |                                 |  |  |                              |  |
|                                            |                             | Cristiano III di Danimarca      | Federico I di Danimarca           |  |  |       |  |  |                                 |  |  |                              |  |
|                                            |                             | Cristiano III di Danimarca      | Anna del Brandeburgo              |  |  |       |  |  |                                 |  |  |                              |  |
| Dorothea di Danimarca                      |                             | Cristiano III di Danimarca      |                                   |  |  |       |  |  |                                 |  |  |                              |  |
|                                            |                             | Dorotea di Sassonia-Lauenburg   | Magnus I di Sassonia-Lauenburg    |  |  |       |  |  |                                 |  |  |                              |  |
|                                            |                             | Dorotea di Sassonia-Lauenburg   | Magnus I di Sassonia-Lauenburg    |  |  |       |  |  |                                 |  |  |                              |  |
|                                            |                             | Dorotea di Sassonia-Lauenburg   | Caterina di Braunschweig-Lüneburg |  |  |       |  |  |                                 |  |  |                              |  |
| Giovanni Federico di Brunswick-Lüneburg    |                             | Dorotea di Sassonia-Lauenburg   |                                   |  |  |       |  |  |                                 |  |  |                              |  |
|                                            | Giorgio I d'Assia-Darmstadt | Filippo I d'Assia               |                                   |  |  |       |  |  |                                 |  |  |                              |  |
|                                            | Giorgio I d'Assia-Darmstadt | Filippo I d'Assia               |                                   |  |  |       |  |  |                                 |  |  |                              |  |
|                                            | Giorgio I d'Assia-Darmstadt | Caterina di Sassonia            |                                   |  |  |       |  |  |                                 |  |  |                              |  |
| Luigi V d'Assia-Darmstadt                  | Giorgio I d'Assia-Darmstadt |                                 |                                   |  |  |       |  |  |                                 |  |  |                              |  |
|                                            |                             | Maddalena di Lippe              | Bernardo VIII di Lippe            |  |  |       |  |  |                                 |  |  |                              |  |
|                                            |                             | Maddalena di Lippe              | Bernardo VIII di Lippe            |  |  |       |  |  |                                 |  |  |                              |  |
|                                            |                             | Maddalena di Lippe              | Caterina di Waldeck-Eisenberg     |  |  |       |  |  |                                 |  |  |                              |  |
| Anna Eleonora di Assia-Darmstadt           |                             | Maddalena di Lippe              |                                   |  |  |       |  |  |                                 |  |  |                              |  |
|                                            |                             | Giovanni Giorgio di Brandeburgo | Gioacchino II di Brandeburgo      |  |  |       |  |  |                                 |  |  |                              |  |
|                                            |                             | Giovanni Giorgio di Brandeburgo | Gioacchino II di Brandeburgo      |  |  |       |  |  |                                 |  |  |                              |  |
|                                            |                             | Giovanni Giorgio di Brandeburgo | Maddalena di Sassonia             |  |  |       |  |  |                                 |  |  |                              |  |
| Maddalena di Brandeburgo                   |                             | Giovanni Giorgio di Brandeburgo |                                   |  |  |       |  |  |                                 |  |  |                              |  |
|                                            |                             | Elisabetta di Anhalt-Zerbst     | Gioacchino Ernesto di Anhalt      |  |  |       |  |  |                                 |  |  |                              |  |
|                                            |                             | Elisabetta di Anhalt-Zerbst     | Gioacchino Ernesto di Anhalt      |  |  |       |  |  |                                 |  |  |                              |  |
|                                            |                             | Elisabetta di Anhalt-Zerbst     | Agnese di Barby                   |  |  |       |  |  |                                 |  |  |                              |  |
|                                            |                             | Elisabetta di Anhalt-Zerbst     |                                   |  |  |       |  |  |                                 |  |  |                              |  |